# حسين نعيم
حسين نعيم هو لاعب كرة قدم لبناني في مركز الهجوم، ولد في 19 مارس 1987 في بيروت في لبنان، وتوفي بنفس المكان في 13 يونيو 2007. لعب مع نادي النجمة.